# Romain Bertrand
Pour les articles homonymes, voir Bertrand.
Romain Bertrand est un historien français, membre du CERI, spécialiste des dominations coloniales européennes en Asie,.

## Biographie
Directeur de recherche à la Fondation nationale des sciences politiques depuis 2008, Romain Bertrand est diplômé de l’institut d'études politiques de Bordeaux (1996) et a obtenu son doctorat de sciences politiques à Sciences Po Paris en 2000. Sa thèse portait sur les trajectoires d’entrée en politique de membres de l’aristocratie javanaise en Insulinde coloniale (Indonésie néerlandaise) des années 1880 aux années 1930. Il a rejoint le CERI en 2001. 
Il a fait partie des comités de rédaction des revues Critique internationale, Genèses et Raisons politiques. Il est actuellement membre du comité de rédaction de la revue Annales. Histoire, sciences sociales, ainsi que des comités de lecture des revues Politix. Revue des sciences sociales du politique et Moussons. Recherche en sciences humaines sur l’Asie du Sud-Est. 
Il a effectué des séjours de recherche à l’Universiti Kebangsaan Malaysia (en) et à Oxford (Nuffield College) et a été professeur invité au département de Relations internationales de l’Université Fudan de Shangaï et au département de Sociologie de la New School for Social Science Research de New York.
De 2009 à 2012, il a codirigé à Sciences Po, avec Stéphane van Damme (Centre d’histoire de Sciences Po), le séminaire de recherche « L'épreuve des Indes. Les fabriques impériales de la modernité », qui traitait de l’historiographie de la construction et de la circulation des savoirs en situations de « rencontre impériale ». 
Il est aujourd'hui l'un des représentants, en France, du courant historiographique dit de l'« histoire connectée », qui se donne pour tâche d'écrire une histoire plus équitable des situations de contact entre Européens et Asiatiques à l'époque moderne.

## Publications
- Qui a fait le tour de quoi ? L'Affaire Magellan, Verdier, 2020.
- L'Exploration du monde. Une autre histoire des grandes découvertes (dir.), Paris, coll. « L'Univers historique », Seuil, 2019.
- Le Détail du monde. L'art perdu de la description de la nature, Paris, coll. L'Univers historique, Seuil, 2019.
- Colonisation: une autre histoire, Paris, coll. « La Documentation photographique », La Documentation française, 2016.
- Le Long Remords de la Conquête. Manille-Mexico-Madrid: l'affaire Diego de Ávila (1577-1580), Paris, Seuil, 2015.
- Cultures d'empire. Échanges et Affrontements culturels en situation coloniale (dir. avec Hélène Blais et Emmanuelle Sibeud), Paris, Karthala, 2015.
- L'Histoire à parts égales. Récits d'une rencontre Orient-Occident (XVIe – XVIIe siècles), Paris, Seuil, 2011 (réed. coll. « Points Histoire », 2014).
- Mémoires d'empire. La controverse autour du "fait colonial", Bellecombe-en-Bauges, éditions du Croquant, 2006.
- État colonial, noblesse et nationalisme à Java : la Tradition parfaite (XVIIe – XXe siècles), Paris, Karthala, 2005.
- Indonésie, la démocratie invisible. Violence, magie et politique à Java, Paris, Karthala, 2002.
- Cultures of Voting. The Hidden History of the Secret Ballot (dir. avec Jean-Louis Briquet et Peter Pels), Londres, Hurst, 2007.
- Dossiers « Pèlerinages politiques » (Politix, 20 (78), 2007), « L’État colonial » (dir. avec Emmanuelle Saada, Politix, 17 (66), 2004) et « Anthropologies du sujet politique » (Raisons politiques, 1 (4), 2000).

## Distinction
Pour L'Histoire à parts égales, il reçoit le Grand prix des Rendez-vous de l'histoire 2012 et le Prix du livre Mémoires de la Mer 2013.